# Klein Curaçao
Klein Curacao este o mică insulă nelocuită la sud-est de Curacao. Insula are aproximativ 1,9 kilometri lungime (nord-sud), 1,1 kilometri lățime (est-vest) și are o suprafață de 1,7 kilometri pătrați. Este posibil să te plimbi în jurul întregii insule în mai puțin de o oră și jumătate. Ceea ce îl face unic pe Klein Curacao este că este o insulă cu adevărat nelocuită din care au rămas foarte puține în Caraibe. Insula servește în prezent drept loc de reproducere pentru țestoase marine⁠(d) și păsări migratoare.
Far
Farul roz emblematic, farul Prins Hendrik, este situat în mijlocul insulei. Este posibil să intrați în turn. Farul a fost construit în 1849 și este activ și astăzi. Renovarea clădirii a început în 2017, iar în 2018 lămpile au fost înlocuite cu lămpi LED alimentate cu energie solară. Motivul pentru care există un far pe Klein Curacao este că insula este foarte plată și, prin urmare, poate fi ușor trecută cu vederea de nave. De aceea, petrolierul a eșuat pe Klein Curacao.
Naufragiu
În anii 1980, petrolierul Maria Bianca Guidesman a eșuat pe Klein Curacao. Epava acestei nave se află încă pe insulă și poate fi vizitată. Aceasta nu este singura navă blocată pe Klein Curacao. În 1934, cargoul german Magdalena a eșuat, dar a fost eliberat cu ajutorul remorcherelor. Mai recent, un iaht francez cu vele numit Tchao a eșuat. Această navă este încă ancorată pe Klein Curacao. Ambele epave sunt situate pe coasta de est deoarece curentul de pe această parte a insulei este spre insulă.